# James Baker
James Addison Baker III, född 28 april 1930 i Houston i Texas, är en amerikansk jurist, politiker och statsman.

## Biografi
Baker var Vita Husets stabschef för USA:s president Ronald Reagan från 1981 till 1985 samt därefter USA:s finansminister från 1985 till 1988. Efter George Bushs valseger 1988 blev Baker i dennes administration USA:s utrikesminister och tjänstgjorde på den posten från januari 1989 till augusti 1992, innan han återkom som Vita husets stabschef till slutet på dennes mandatperiod efter valförlusten 1992.
Under Reagans tid som president anses Baker ha tillhört "vänsterflygeln" inom denna administration. Då han var utrikesminister kritiserade Baker Israels expansion av bosättningar på de ockuperade palestinska territorierna, vilket ledde till massiv kritik från israelvänner.
Baker fungerade som ordförande för Iraq Study Group. Kommissionen lämnade in sin slutrapport i december 2006 om en ny strategi för USA i Irakkriget.